# Escherndorfer Lump

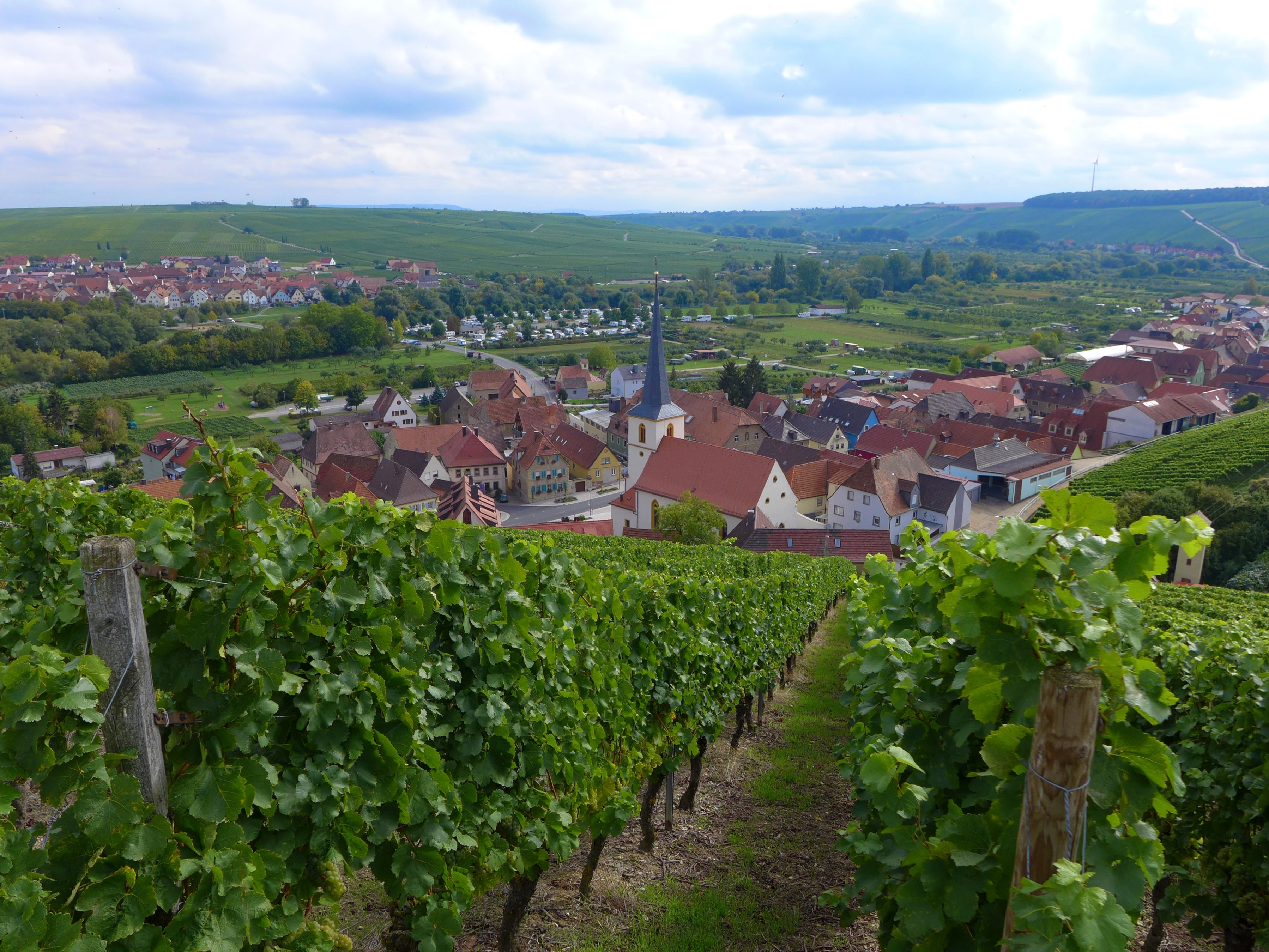
Die Lage Escherndorfer Lump oberhalb des Dorfes

Der sogenannte Escherndorfer Lump (bis 1972 nur Lump) ist eine der bekanntesten Weinlagen im Anbaugebiet Franken. Sie liegt auf der Gemarkung des Volkacher Ortsteils Escherndorf im Landkreis Kitzingen.

## Geografische Lage und Geologie
Die Weinlage befindet sich innerhalb der Mainschleife bei Volkach auf dem etwa 275 m ü. NHN hohen Escherndorfer Berg, auch Vogelsberg genannt. Nördlich liegt die Klosterkirche der Vogelsburg,  im Osten die Lage Astheimer Karthäuser. Im Süden fließt der Main, im Westen schließt sich, unterbrochen durch das Dorf Escherndorf, die Weinlage Escherndorfer Fürstenberg an. Insgesamt nimmt der Escherndorfer Lump eine Fläche von etwa 25 ha ein.
Die Flussaue unterhalb der Weinreben ist sandig und nur wenig fruchtbar. Darüber beginnt der bogenförmige Steilhang, der sich von Westen nach Osten hinzieht. Die Weinreben wurden auf Gestein des Oberen Muschelkalks angebracht. Die Lage ist ein Teil der Großlage Volkacher Kirchberg im Bereich Volkacher Mainschleife.
Seit einigen Jahren gibt es oberhalb der Weinlage eine Aussichtsplattform sowie mehrere Informationstafeln über das Klima an der Volkacher Mainschleife und die Auswirkungen des Wetters auf den Weinbau. Die Tafeln wurden als „magische Orte des Frankenweins“ errichtet und sind Teil des sogenannten terroir f.

## Geschichte

### Lage
An der Mainschleife ist die Weinrebe erstmals im Jahr 906 nachgewiesen. In einer Urkunde bestätigte König Ludwig das Kind die Schenkungen seines Vaters an das Kloster Fulda. Neben mehreren Orten waren auch Weinberge um die Vogelsburg zur Bonifatiusabtei gekommen. Wahrscheinlich ist allerdings, dass der Wein bereits im 7. Jahrhundert von den fränkischen Siedlern in die Region gebracht wurde.
Im Zuge der Gründung eines Karmelitenklosters auf dem Vogelsberg im Jahr 1282 wurde der Berg ein zusammenhängendes Weinbauareal. Im Jahr 1316 wurde das Dorf Escherndorf als „villa Escherichsdorf“ (Dorf Escherichsdorf) erstmals genannt. Die Bevölkerung bestand zu dieser Zeit bereits fast ausschließlich aus Winzern und Weinbauern. Das Kloster Ebrach, das nach 1500 über einen Teil des Dorfes herrschte, besaß auch mehrere Weinberge am Berg.
Die Weinlage selbst wurde im Jahr 1655 erstmals genannt. Sechs Weingärten waren auf der Flur zu finden, die „Am Lumppen“ genannt wurde. Im Jahr 1710 tauchte die Lage erneut auf. Im Jahr 1810 bestand sie bereits aus sieben Weingärten und wies eine Fläche von 0,9 ha auf. 1851 bestand die Flur aus insgesamt acht Weingärten, die Fläche war auf 0,6 ha geschrumpft. 1912 schuf man die Großlage Lump mit zeitweise über 37,5 ha. Seit 1972 ist sie Teil der Großlage Volkacher Kirchberg.

### Goethe und der Lump
Der Dichter Johann Wolfgang von Goethe war ein großer Bezieher fränkischer Weine. Neben den Weinen vom Würzburger Stein und einigen Weinlagen aus Wertheim bestellte er von zwei Schweinfurter Weinhändlern auch Fässer des Escherndorfer Lumps. Sein Sohn August von Goethe unterhielt im Namen seines Vaters einen regen Briefwechsel mit den beiden. Am 10. Juli 1819 schrieb er:

„Der uns bis jetzt von Euer Hochwohlgeboren übersendete Escherndorfer 1798er Wein hat den Beifall meines Vaters erworben, und wenn Sie uns mit dergleichen ferner versehen können, so wird es mir angenehm sein, meine Bestellungen erneuern zu können. Vorderhand ersuche ich Euer Hochwohlgeboren, uns abermals ein Zweieimerfaß von besagtem Escherndorfer 1798er Wein baldigst zu übersenden. Jedoch bemerke ich, daß mein Vater besonders auf größte Egalität im Wein streng achtet und besonders liebt, wenn dergleichen Weine ihre natürliche Farbe behalten. Einer baldigen Besorgung entgegensehnend empfehle ich mich bestens.“

### Namensherkunft
Die Herkunft des Namens Lump ist umstritten. Im Mittelalter wurden Menschen als Lumpen bezeichnet, die fluchten, tranken und lästerten. Eventuell arbeiteten die Escherndorfer Winzer auch in geflickter Kleidung am Steilhang und erhielten deswegen den Beinamen Lump. Diese Bezeichnung übertrug sich später auf den Flurnamen und die Lage. Möglicherweise geht der Name auch auf das Erscheinungsbild der kurzen und schmalen Flurstücke zurück, die nach Regengüssen wie graue Lappen oder Lumpen ausgesehen haben.

## Weingüter (Auswahl)
Mehrere renommierte Weingüter besitzen heute Rebstöcke am Hang des Vogelsberges. Neben einigen lokal anerkannten Betrieben sind auch etliche überregional bekannte Weinbauern in Escherndorf zu finden. Mehrere Güter wurden vom Verband Deutscher Prädikatsweingüter (VDP) ausgezeichnet. Die Lage wurde vom VDP als Erste Lage klassifiziert.
- Bocksbeutelhof, Escherndorf
- Weingut Am Lump, Escherndorf[8]
- Weingut am Stein, Würzburg
- Weingut Brennfleck, Sulzfeld

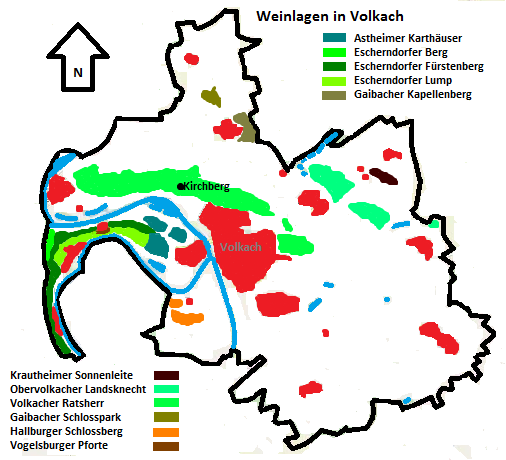
Die Volkacher Weinlagen

- Weingut Egon Schäffer, Escherndorf
- Weingut Horst Sauer, Escherndorf[9]
- Weingut Juliusspital, Würzburg
- Weingut Max Müller I, Volkach
- Weingut Michael Blendel, Escherndorf
- Weingut Michael Fröhlich, Escherndorf
- Weingut Rainer Sauer, Escherndorf[10]
- Weingut Urban Zang, Escherndorf[11]
- Weingut Walter und Sabine Erhard, Volkach
- Weingut Zur Schwane, Volkach
- Winzergemeinschaft Franken, Repperndorf
- Winzer Sommerach, Sommerach[12]